# Leichtathletik-Weltmeisterschaften 2013/Teilnehmer (Italien)
| Gelbes Symbol für Goldmedaillen mit stilisierten Olympischen Ringen | Graues Symbol für Silbermedaillen mit stilisierten Olympischen Ringen | Braundes Symbol für Bronzemedaillen mit stilisierten Olympischen Ringen |
| ------------------------------------------------------------------- | --------------------------------------------------------------------- | ----------------------------------------------------------------------- |
| —                                                                   | 1                                                                     | —                                                                       |

Der Leichtathletik-Verband Italiens stellte 56 Teilnehmer bei den Leichtathletik-Weltmeisterschaften 2013 in der russischen Hauptstadt Moskau.

## Ergebnisse

### Männer

#### Laufdisziplinen
| Athlet                                                                                              | Disziplin        | Vorlauf        | Vorlauf | Halbfinale         | Halbfinale         | Finale             | Finale             |
| Athlet                                                                                              | Disziplin        | Zeit           | Platz   | Zeit               | Platz              | Zeit               | Platz              |
| --------------------------------------------------------------------------------------------------- | ---------------- | -------------- | ------- | ------------------ | ------------------ | ------------------ | ------------------ |
| Enrico Demonte                                                                                      | 200 m            | 21,13 s        | 38      | nicht qualifiziert | nicht qualifiziert | nicht qualifiziert | nicht qualifiziert |
| Matteo Galvan                                                                                       | 400 m            | 45,39 s PB     | 12      | 45,69 s            | 16                 | nicht qualifiziert | nicht qualifiziert |
| Giordano Benedetti                                                                                  | 800 m            | 1:47,90 min    | 30      | 1:48,31 min        | 20                 | nicht qualifiziert | nicht qualifiziert |
| Daniele Meucci                                                                                      | 10.000 m         |                |         |                    |                    | 28:06,74 min SB    | 19                 |
| Jamel Chatbi                                                                                        | 3000 m Hindernis | DSQ            | DSQ     |                    |                    | –––                | –––                |
| Yuri Floriani                                                                                       | 3000 m Hindernis | DSQ            | DSQ     |                    |                    | –––                | –––                |
| Patrick Nasti                                                                                       | 3000 m Hindernis | 8:36,42 min    | 33      |                    |                    | nicht qualifiziert | nicht qualifiziert |
| Matteo Giupponi                                                                                     | 20 km Gehen      |                |         |                    |                    | 1:23:27 h SB       | 14                 |
| Giorgio Rubino                                                                                      | 20 km Gehen      |                |         |                    |                    | 1:25:42 h          | 28                 |
| Federico Tontodonati                                                                                | 20 km Gehen      |                |         |                    |                    | 1:29:26 h          | 43                 |
| Teodorico Caporaso                                                                                  | 50 km Gehen      |                |         |                    |                    | 4:05:25 h          | 42                 |
| Marco De Luca                                                                                       | 50 km Gehen      |                |         |                    |                    | 3:48:05 h SB       | 15                 |
| Jean-Jacques Nkouloukidi                                                                            | 50 km Gehen      |                |         |                    |                    | 3:54:00 h SB       | 24                 |
| Michael Tumi Matteo Galvan Diego Marani Delmas Obou Reserve: Fabio Cerutti Davide Manenti           | 4 × 100          | 38,49 s SB     | 10      |                    |                    | nicht qualifiziert | nicht qualifiziert |
| Marco Lorenzi Isalbet Juarez Eusebio Haliti Matteo Galvan Reserve: Michele Tricca Lorenzo Valentini | 4 × 400          | 3:03,88 min SB | 15      |                    |                    | nicht qualifiziert | nicht qualifiziert |

#### Sprung/Wurf
| Athlet             | Disziplin      | Qualifikation | Qualifikation | Finale             | Finale             |
| Athlet             | Disziplin      | Weite/Höhe    | Platz         | Weite/Höhe         | Platz              |
| ------------------ | -------------- | ------------- | ------------- | ------------------ | ------------------ |
| Silvano Chesani    | Hochsprung     | 2,26 m        | 16            | nicht qualifiziert | nicht qualifiziert |
| Giuseppe Gibilisco | Stabhochsprung | NM            | NM            | –––                | –––                |
| Claudio Stecchi    | Stabhochsprung | 5,40 m        | 28            | nicht qualifiziert | nicht qualifiziert |
| Fabrizio Donato    | Dreisprung     | 16,53 m       | 15            | nicht qualifiziert | nicht qualifiziert |
| Daniele Greco      | Dreisprung     | NM            | NM            | –––                | –––                |
| Fabrizio Schembri  | Dreisprung     | 16,83 m       | 9             | 16,74 m            | 8                  |

### Frauen

#### Laufdisziplinen
| Athletin | Disziplin    | Vorlauf        | Vorlauf | Halbfinale         | Halbfinale         | Finale             | Finale             |
| Athletin | Disziplin    | Zeit           | Platz   | Zeit               | Platz              | Zeit               | Platz              |
| --- | ------------ | -------------- | ------- | ------------------ | ------------------ | ------------------ | ------------------ |
| Gloria Hooper | 200 m        | 23,10 s SB     | 21      | nicht qualifiziert | nicht qualifiziert | nicht qualifiziert | nicht qualifiziert |
| Chiara Bazzoni | 400 m        | 52,14 s        | 19      | 52,11 s            | 18                 | nicht qualifiziert | nicht qualifiziert |
| Libania Grenot | 400 m        | 51,43 s SB     | 11      | 50,47 s SB         | 8                  | nicht qualifiziert | nicht qualifiziert |
| Marta Milani | 800 m        | 2:02,41 min    | 27      | ausgeschieden      | ausgeschieden      | ausgeschieden      | ausgeschieden      |
| Margherita Magnani | 1500 m       | 4:11,15 min    | 28      | nicht qualifiziert | nicht qualifiziert | nicht qualifiziert | nicht qualifiziert |
| Emma Quaglia | Marathon     |                |         |                    |                    | 2:34:16 h SB       | 6                  |
| Valeria Straneo | Marathon     |                |         |                    |                    | 2:25:58 h SB       | Silber             |
| Eleonora Giorgi | 20 km Gehen  |                |         |                    |                    | 1:30:01 h SB       | 10                 |
| Antonella Palmisano                                                                                                   | 20 km Gehen  |                |         |                    |                    | 1:30:50 h PB       | 13                 |
| Elisa Rigaudo | 20 km Gehen  |                |         |                    |                    | 1:28:41 h SB       | 5                  |
| Veronica Borsi | 100 m Hürden | 13,35 s        | 29      | nicht qualifiziert | nicht qualifiziert | nicht qualifiziert | nicht qualifiziert |
| Marzia Caravelli | 100 m Hürden | 13,07 s        | 14      | 13,06 s            | 18                 | nicht qualifiziert | nicht qualifiziert |
| Jennifer Rockwell | 400 m Hürden | 56,53 s        | 19      | nicht qualifiziert | nicht qualifiziert | nicht qualifiziert | nicht qualifiziert |
| Audrey Alloh Marzia Caravelli Ilenia Draisci Martina Amidei Reserve: Nicol Cattaneo Irene Siragusa                    | 4 × 100      | 44,05 s        | 16      |                    |                    | nicht qualifiziert | nicht qualifiziert |
| Chiara Bazzoni Marta Milani Maria Enrica Spacca Libania Grenot Reserve: Maria Benedicta Chigbolu Elena Maria Bonfanti | 4 × 400      | 3:29,62 min SB | 6       |                    |                    | DSQ                | DSQ                |

#### Sprung/Wurf
| Athletin         | Disziplin   | Qualifikation | Qualifikation | Finale             | Finale             |
| Athletin         | Disziplin   | Weite/Höhe    | Platz         | Weite/Höhe         | Platz              |
| ---------------- | ----------- | ------------- | ------------- | ------------------ | ------------------ |
| Alessia Trost    | Hochsprung  | 1,92 m        | 1             | 1,93 m             | 7                  |
| Darija Derkacz   | Weitsprung  | 6,16 m        | 28            | nicht qualifiziert | nicht qualifiziert |
| Simona La Mantia | Dreisprung  | 13,80 m       | 14            | nicht qualifiziert | nicht qualifiziert |
| Chiara Rosa      | Kugelstoßen | 17,18 m       | 22            | nicht qualifiziert | nicht qualifiziert |